# Booklooker
Booklooker ist ein Onlinemarktplatz für Bücher, Hörbücher, Spiele, Filme und Musik. Gegen Provision werden neue und gebrauchte Artikel zwischen Händlern und Käufern vermittelt.

## Geschichte

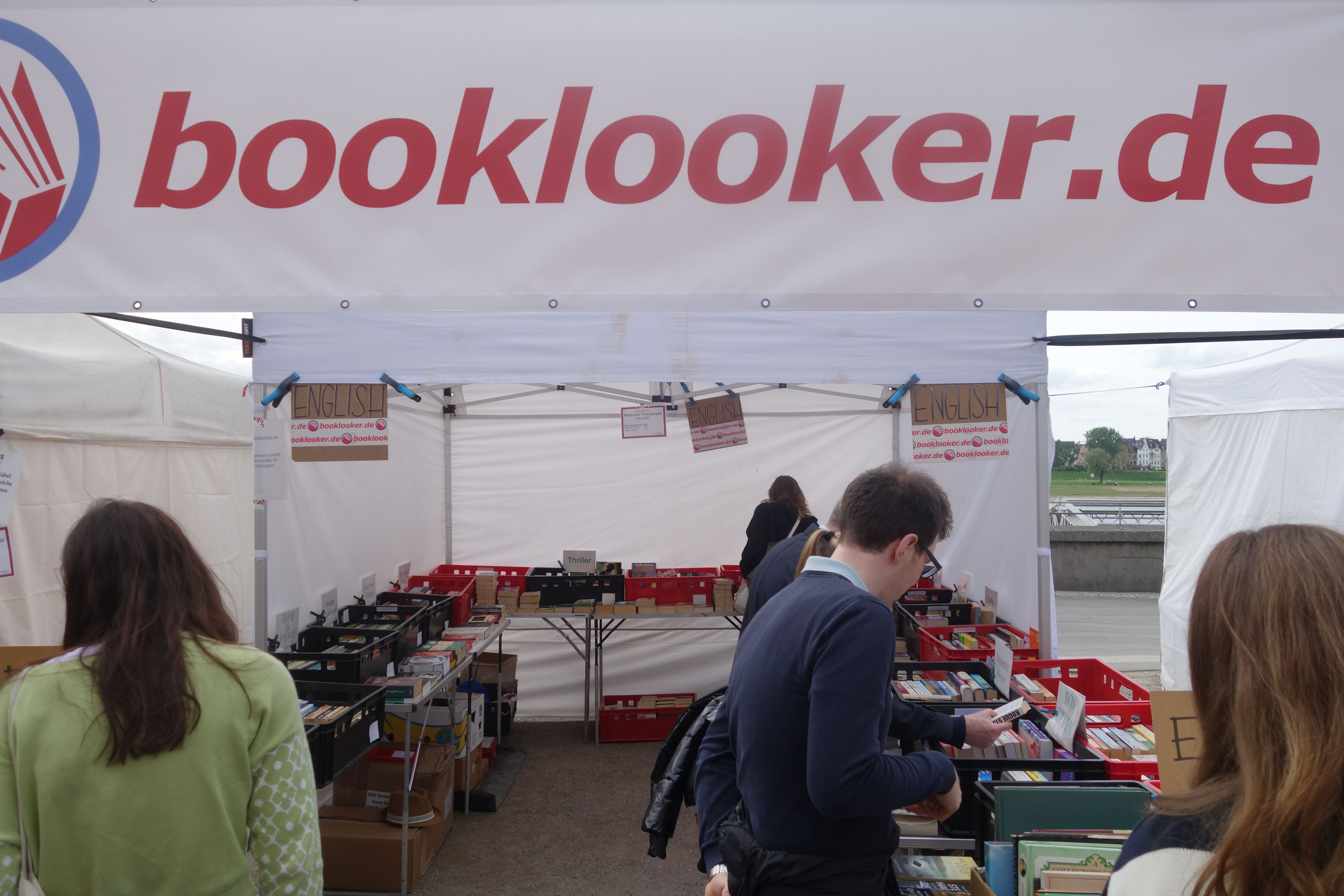
Eigenverkauf von Booklooker auf der Düsseldorfer „Büchermeile“ (2024)

Am 1. Oktober 1999 ging die Website von Booklooker online, zunächst ausschließlich für Bücher.
Die cBooks Germany GmbH, die heute Betreiber der Website ist, wurde 2000 zusammen mit der heute nicht mehr existierenden Firma campus2day AG gegründet.
Zum 15. Juni 2002 wurde ein Provisionssystem für die bis dahin komplett kostenfreien Buchverkäufe eingeführt.
Im Oktober 2004 wurde das Sortiment um Tonträger und Filme erweitert. Seit Januar 2009 können Spiele angeboten werden, außerdem wurden die Hörbücher, die bislang den Büchern zugeordnet waren, in eine eigene Kategorie verschoben. 2014 wurden pro Tag mehr als 5000 Bestellungen über Booklooker abgewickelt.
Von 2007 bis 2024 war die Verlagsgruppe Weltbild mit 49 % an der cBooks Germany GmbH beteiligt. 2014 übernahm booklooker die Münchener Gebrauchtbuchplattform Antiquario
und auf der Seite antiquario.de wurde eine Rechercheplattform für den stationären Buchhandel eingerichtet.
Das Booklooker-Angebot wird gespiegelt als bücher.de Marktplatz.

## Konzept
Das Konzept ist den Plattformen Antiquariat.de, ZVAB, AbeBooks, ILAB, Biblio sehr ähnlich. Diese wurden jedoch in erster Linie von und für professionelle Antiquare entwickelt, während bei Booklooker auch Privatpersonen anbieten können, ähnlich wie bei eBay und amazon.com, wo wiederum der antiquarische Ansatz fehlt. Laut einem Interview aus dem Jahr 2009 wird dabei der Umsatz zu gleichen Teilen durch Privatanbieter wie Händler generiert.
Booklooker handelt also nicht selbst und erzielt seinen Gewinn nur durch eine Provision vom Umsatz; Einstellgebühren oder sonstige laufende oder fixe Kosten werden nicht erhoben. Die Firma ist juristisch und kaufmännisch an der Transaktion zwischen Käufer und Verkäufer nicht beteiligt und fungiert lediglich als Nachrichtenübermittler.
Das Unternehmen ist bisher nur in Deutschland vertreten. Geschäftsführer und alleinige Gesellschafter sind die Gründer Jens Bertheau und Daniel Conrad.
Zur Unterstützung des antiquarischen Handels ist Booklooker verschiedene Kooperationen eingegangen, beispielsweise werden bei buecher.de Booklooker-Angebote angezeigt, andersherum bietet buecher.de seine Neuware über die Booklooker-Plattform an. Die Bestände von Booklooker werden weltweit von Meta-Suchmaschinen für Antiquariate gelistet (zum Beispiel die Google Produktsuche oder der KVK).

## Funktionsweise
Verkäufer und Käufer schließen Kaufgeschäfte im eigenen Namen und auf eigene Rechnung ab. Diese Transaktionen werden von Booklooker vermittelt. Neben den antiquarischen Angaben können die Anbieter Abbildungen hochladen sowie eine umfangreiche Beschreibung und eine Schlagwortliste eintragen.

### Verkaufen
Als Privatanbieter registrierte Verkäufer können maximal 750 Artikel gleichzeitig zum Verkauf anbieten. Diese Beschränkung ist im Zuge der Diskussion um Abwehrmaßnahmen gegen Abmahnmissbrauch eingeführt worden und unter den Nutzern sowohl hinsichtlich der Berechtigung als auch der Wirksamkeit sehr umstritten. Voraussetzung für die Nutzung des Angebots ist die Volljährigkeit.
Ein Angebot bleibt solange online, bis es verkauft wird oder der Verkäufer es beendet. Käufer und Verkäufer haben nach einer erfolgten Bestellung die Möglichkeit, sich gegenseitig zu bewerten und einen Kommentar zum Ablauf des Geschäfts abzugeben. Die Bewertungen und Kommentare sind öffentlich einsehbar.
Es besteht auch die Möglichkeit, einen eigenen Angebotsbereich ähnlich einem persönlichen Shop einzurichten, in dem nur die eigenen Angebote angezeigt werden.

### Kaufen
Zur Orientierung für die Kunden wird ein umfangreiches Klassifizierungssystem angeboten. Orientierung im Angebot ist über die differenzierte Suchmaschine möglich. Ein gefundenes Angebot kann als Muster für ein eigenes Angebot dienen.

### Kosten
Verkäufer zahlen für alle erfolgreichen Verkäufe eine Umsatzprovision in Höhe von 6,9 Prozent, mindestens jedoch 0,10 €, zuzüglich der gültigen Mehrwertsteuer.

### Forum
Booklooker bietet seit September 2005 seinen Mitgliedern ein Online-Forum zu allen möglichen Themen, Hilfe für Neulinge, einen Leitfaden „Buchverkauf im Internet“ sowie Diskussionen zu Büchern und ein Autorenforum.